# Ardoń
Ardoń (ros. Ардонь) – wieś (sieło) w Rosji, w obwodzie briańskim, w okręgu miejskim Kliniec. W 2010 liczyła 2543 mieszkańców.